# Henri III de Louvain
Henri III de Louvain, mort à Tournai en février ou mars 1095, est comte de Louvain et de Bruxelles de 1078 à 1095. Il est le fils d'Henri II, comte de Louvain et de Bruxelles, et d'Adèle, peut-être Adèle d'Orthen, fille de Everard d'Orthen.  
Il est allié à la plupart des seigneurs voisins : beau-frère par sa sœur Ide du comte de Hainaut Baudouin II et gendre du comte de Flandre Robert Ier le Frison ; d'autre part l'évêque de Liège Henri Ier de Verdun est un prélat pacifique. 
Ne redoutant pas d'invasions extérieures, il put se consacrer à l'administration de ses domaines.
Il favorisa plusieurs établissements religieux à l'ouest de ses comtés et leur accorda des privilèges (1086, abbaye d'Affligem). Il fut un législateur et assainit ses terres en éliminant le brigandage.
Après la mort d'Hermann II, comte palatin de Lotharingie (20 septembre 1085), il reçut le landgraviat de Brabant (fief impérial situé entre la Dendre et la Senne). En juillet 1095, il participa à un tournoi donné par le châtelain de Tournai. Il fut mortellement blessé lors d'une joute à la lance contre le chevalier Gosuin de Forest.

## Mariage et enfants
Il épouse Gertrude de Flandre (1080 † 1117), fille de Robert Ier le Frison, comte de Flandre et de Gertrude de Saxe. 
Une généalogie contemporaine lui attribue quatre filles (sans nom). Comme ce fut son frère Godefroid qui lui succéda, il semble qu'il n'ait pas eu de fils. Certaines théories historiographiques citent (sans certitude) :
- Adélaïde, mariée au duc Simon Ier de Lorraine ;
- Gertrude, qui aurait été mariée à Lambert, comte de Montaigu et de Clermont.

Gertrude de Flandre devenue veuve se remaria en 1096 avec le duc Thierry II de Lorraine († 1115) et fut la mère de Thierry d'Alsace.

## Source
- Alphonse Wauters, « Henri III », Académie royale de Belgique, Biographie nationale, vol. 9, Bruxelles, 1887 [détail des éditions], p. 101-105.

1. ↑  (nl) Jaarboek voor Middeleeuwse geschiedenis, Uitgeverij Verloren, 1998 Google Books.